# Thabo Mnyamane
Thabo Mnyamane (Vanderbijlpark, 17 de agosto de 1992) es un ex-futbolista sudafricano que jugaba en la demarcación de delantero.

## Selección nacional
Hizo su debut con la selección de fútbol de Sudáfrica el 25 de marzo de 2015 en un encuentro amistoso contra Suazilandia que finalizó con un resultado de 1-3 a favor del combinado sudafricano tras el gol de Felix Badenhorst para Suazilandia, y de Thulani Hlatshwayo, Mandla Masango y del propio Mnyamane para Sudáfrica.

## Clubes
| Club                      | País      | Año       | Partidos | Goles |
| ------------------------- | --------- | --------- | -------- | ----- |
| University of Pretoria FC | Sudáfrica | 2013-2015 | 77       | 17    |
| SuperSport United FC      | Sudáfrica | 2015-2020 | 68       | 19    |
| Marumo Gallants FC        | Sudáfrica | 2020-2022 | 47       | 5     |